# Waldenburger SV 09
Waldenburger SV 09 was een Duitse voetbalclub uit Waldenburg, dat tegenwoordig het Poolse Wałbrzych is.

## Geschiedenis
De club werd in 1909 opgericht en speelde vanaf 1911 in de Neder-Silezische competitie, een van de competities van de Zuidoost-Duitse voetbalbond. In 1921 nam de club deel aan de eindronde om de titel en werd derde. Na 1922 werd de Bezirksliga ingevoerd als nieuwe hoogste klasse, waarvoor de club zich wist te kwalificeren. In 1924 speelde de club de finale om de titel, die ze met 4-0 verloren van SC Jauer. Na 1925 werd de club overgeheveld naar de nieuwe Berglandse competitie. In 1928 speelde de club de finale om de titel, die ze verloren van VfR 1915 Schweidnitz. In 1931 speelde de club opnieuw de finale en kon deze nu winnen tegen VfB Langenbielau 09, waardoor de club zich voor het eerst plaatst voor de Zuidoost-Duitse eindronde. Echter werd de club hier laatste. Het volgende seizoen speelde de club opnieuw tegen Langenbielau de finale, maar verloor deze keer. Ze mochten wel naar de Zuidoost-Duitse eindronde, maar werden hier nu voorlaatste. In 1933 won de club de finale tegen SV Preußen Schweidnitz en werd nu vierde in de eindronde.
Na dit seizoen werd de competitie in Duitsland grondig geherstructureerd. De Zuidoost-Duitse bond werd ontbonden en de competities vervangen door de Gauliga Schlesien. De clubs uit de Berglandse competitie werden niet sterk genoeg bevonden om zich hiervoor te kwalificeren. Als kampioen was de club wel geplaatst voor de Bezirksliga Mittelschlesien, die nu de tweede klasse werd.
De club eindigde de volgende jaren in de middenmoot en flirtte af en toe met de degradatie. In 1941 werd de Gauliga opgesplitst en ging de club in de 1. Klasse Niederschlesien spelen. Na twee seizoenen werd de tweede divisie opgeheven en alle clubs die nog speelden werden het volgende seizoen in de Gauliga ingedeeld waar de club zevende werd op negen deelnemers. Het laatste seizoen voor het einde van de oorlog werd niet meer voltooid.
Na het einde van de oorlog werd Waldenburg een Poolse stad. De Duitsers werden verdreven en alle Duitse voetbalclubs werden ontbonden.

## Erelijst
Kampioen Bergland
1931, 1933